# Denise Gomes
Denise Pacheco Gomes (São Leopoldo, Río Grande del Sur; 30 de diciembre de 1999) es una artista marcial mixta brasileña que compite en la división de peso paja femenino en el Ultimate Fighting Championship (UFC).

## Carrera en artes marciales mixtas

### Carrera temprana
Gomes comenzó su carrera profesional en MMA en 2017 y luchó principalmente en Brasil. Acumuló un récord de 4-1 antes de ser contratada por Invicta FC.
Gomes enfrentó a Milana Dudieva en el evento Invicta FC 46 el 9 de marzo de 2022. Ganó la pelea en el tercer asalto por nocaut técnico con rodillas y golpes.
Gomes enfrentó a Rayanne Amanda en Dana White's Contender Serie el 23 de agosto de 2022. Ganó la pelea por decisión unánime, lo que le valió un contrato con UFC en el proceso.

### Ultimate Fighting Championship
Gomes enfrentó a Loma Lookboonmee el 17 de septiembre de 2022 en UFC Fight Night 210. Ella reemplazó a Diana Belbiţă, quien originalmente estaba programada para enfrentarse a Lookboonmee. Gomes perdió la pelea por decisión unánime.
Gomes estaba programado para enfrentar a Bruna Brasil el 15 de abril de 2023 en UFC on ESPN 44. Gomes ganó la pelea por nocaut técnico.
Gomes enfrentó a Yazmin Jauregui el 8 de julio de 2023 en UFC 290. Ganó la pelea por nocaut técnico en el primer asalto, lo que le valió el premio a la Actuación de la Noche.
Gomes enfrentó a Angela Hill el 4 de noviembre de 2023 en UFC on ESPN 89. Perdió la pelea por decisión unánime.
Gomes enfrentó a Eduarda Moura el 8 de junio de 2024 en UFC on ESPN 57. En los pesajes, Moura pesó 116,5 libras, media libra por encima del límite de peleas sin título de peso paja. La pelea se desarrolló en el peso pactado y Moura fue multada con el 20 por ciento de su bolsa, que fue para Gomes, quien se llevó la victoria por decisión dividida.

## Campeonatos y logros
- Ultimate Fighting Championship
  - Actuación de la Noche (Una vez) vs. Yazmin Jauregui[14]

## Récord en artes marciales mixtas
| Récord profesional | Récord profesional | Récord profesional |
| 12 peleas          | 9 victorias        | 3 derrotas         |
| ------------------ | ------------------ | ------------------ |
| Nocaut             | 6                  | 1                  |
| Sumisión           | 0                  | 0                  |
| Decisión           | 3                  | 2                  |

| Resultado | Récord | Oponente           | Método                   | Evento                              | Fecha                    | Ronda | Tiempo | Localización         | Notas                                                    |
| --------- | ------ | ------------------ | ------------------------ | ----------------------------------- | ------------------------ | ----- | ------ | -------------------- | -------------------------------------------------------- |
| Victoria  | 9–3    | Eduarda Moura      | Decisión (dividida)      | UFC on ESPN: Cannonier vs. Imavov   | 8 de junio de 2024       | 3     | 5:00   | Louisville, Kentucky | Pelea de peso pactado (116.5 libras); Moura perdió peso. |
| Derrota   | 8–3    | Angela Hill        | Decisión (unánime)       | UFC Fight Night: Almeida vs. Lewis  | 4 de noviembre de 2023   | 3     | 5:00   | São Paulo            |                                                          |
| Victoria  | 8–2    | Yazmin Jauregui    | TKO (golpes)             | UFC 290                             | 8 de julio de 2023       | 1     | 0:20   | Las Vegas, Nevada    | Actuación de la Noche.                                   |
| Victoria  | 7–2    | Bruna Brasil       | TKO (golpes)             | UFC on ESPN: Holloway vs. Allen     | 15 de abril de 2023      | 2     | 2:42   | Kansas City, Kansas  |                                                          |
| Derrota   | 6–2    | Loma Lookboonmee   | Decisión (unánime)       | UFC Fight Night: Sandhagen vs. Song | 17 de septiembre de 2022 | 3     | 5:00   | Las Vegas, Nevada    |                                                          |
| Victoria  | 6–1    | Rayanne dos Santos | Decisión (unánime)       | Dana White's Contender Series 51    | 27 de agosto de 2022     | 3     | 5:00   | Las Vegas, Nevada    | Regreso al peso paja.                                    |
| Victoria  | 5–1    | Milana Dudieva     | TKO (rodillazo y golpes) | Invicta FC 46                       | 9 de marzo de 2022       | 1     | 1:56   | Kansas City, Kansas  |                                                          |
| Victoria  | 4–1    | Jeanne Ruas        | TKO (golpes)             | SFT 31: Moreira vs. Cardoso         | 30 de octubre de 2021    | 3     | 1:03   | São Paulo            | Regreso a peso mosca.                                    |
| Victoria  | 3–1    | Andressa Romero    | Decisión (unánime)       | SFT 28: Mexicano vs. Matsumoto      | 5 de agosto de 2021      | 3     | 5:00   | São Paulo            | Debut en peso paja.                                      |
| Victoria  | 2–1    | Andreyna Raquel    | KO (puñetazo)            | Arena Global 12                     | 5 de junio de 2021       | 2     | 2:19   | Río de Janeiro       |                                                          |
| Victoria  | 1–1    | Juliana Nascimento | TKO (golpes)             | O Rei da Luta 3                     | 13 de marzo de 2021      | 1     | 1:44   | Río de Janeiro       | Debut en peso mosca.                                     |
| Derrota   | 0–1    | Gisele Moreira     | TKO (golpes)             | Aspera FC 57                        | 9 de septiembre de 2017  | 2     | 3:49   | Florianópolis        | Debut en peso gallo.                                     |